# 코리 캐리어
코리 캐리어(Corey Carrier, 1980년 8월 20일 ~ )는 미국의 배우, 텔레비전 배우, 영화배우이다.

## 영화
- 피노키오의 모험 (1996년)
- 레인저 스카우트 (1995년)
- 닉슨 (1995년) - 리차드 닉슨 - 12세 역
- 영 인디아나 존스 (1992년) - 헨리 인디아나 존스 주니어 역
- 애프터 다크, 마이 스위트 (1990년)
- 미망인의 계절 (1990년)
- 나의 푸른 하늘 (1990년)
- 이스트윅의 마녀들 (1987년)